# Pougouzaïbaogo
Pougouzaïbaogo est une localité située dans le département de Kelbo de la province du Soum dans la région Sahel au Burkina Faso.

## Démographie
| 2003  | 2006  | 2012 |
| ----- | ----- | ---- |
| 3 343 | 3 607 | -    |

## Santé et éducation
Pougouzaïbaogo accueille un centre de santé et de promotion sociale (CSPS) tandis que le centre médical avec antenne chirurgicale (CMA) se trouve à Djibo.
Le village possède deux écoles primaires publiques (A et B).